# Abdallah Omar Mahamed
Abdallah Omar Mahamed (Arabisch: عبدالله عمر محمد) (Afgoye, 16 februari 1995) is een Somalisch-Nederlandse theatermaker, acteur, schrijver, regisseur en dramadocent.

## Biografie
Abdallah Omar Mahamed werd geboren in Afgoye, Somalië, en vluchtte op jonge leeftijd naar Nederland. Hij groeide op in het Noord-Brabantse Sleeuwijk. In zijn tienerjaren volgde hij opleidingen aan het Florijn College en De Rooi Pannen in Breda. Na zijn studies Ondernemerschap (Florijn College) en Recreatiemanagement (De Rooi Pannen), besloot hij zijn hart te volgen richting het theater. Hij studeerde in 2024 af aan de Academie voor Theater van Fontys Academy of the Arts in Tilburg, waar hij zich ontwikkelde als maker en performer.

## Carrière
Mahamed werkt als theatermaker, acteur, schrijver, regisseur en docent. Hij heeft samengewerkt met verschillende gezelschappen, waaronder Het Nationale Theater, Rotterdams Wijktheater, PS | theater en Afslag Eindhoven. Zijn werk wordt gekarakteriseerd door een experimentele en procesmatige aanpak, met een scherp oog voor maatschappelijke thema’s zoals identiteit, migratie en rechtvaardigheid. Mahamed won in 2024 de Jacques de Leeuwprijs, een onderscheiding voor veelbelovende afstuderende studenten aan de kunstacademie. In datzelfde jaar maakte Mahamed zijn filmdebuut in Mocro Maffia (televisieserie), een productie van Fiction Valley, onderdeel van Fremantle (bedrijf). De serie wordt uitgezonden op Videoland en won verschillende prijzen, waaronder het Gouden Kalf (filmprijs) voor Beste Dramaserie. Mahamed speelde een gastrol in meerdere afleveringen.

## Belangrijke producties
- DiversiTerra (2024), een community-arts voorstelling die Mahamed schreef en regisseerde, gepresenteerd tijdens het International Community Arts Festival (ICAF).[6]
- Tareeq Tani (2023), een productie in samenwerking met het Rotterdams Wijktheater, waarin Mahamed als schrijver en verteller optrad.[7]

## Prijzen en onderscheidingen
In 2024 ontving Mahamed de Jacques de Leeuwprijs, ook bekend als de Jacques de Leeuw Jong Toptalent Prijs. Deze prijs wordt sinds 2002 jaarlijks toegekend aan de meest getalenteerde studenten van Fontys Academy of the Arts. Een overzicht van eerdere winnaars is te vinden in de lijst met laureaten Jacques de Leeuwprijs.

## Maatschappelijke betrokkenheid
Mahamed is actief in cultuureducatie en sociale projecten, gericht op jongeren en diverse gemeenschappen in Nederland.